# Йохан фон Канон
Йохан фон Канон (на немски: Hans Canon) е австрийски художник.
Канон е известен със своята нерешителност и колебания между посвещаването си на военна служба или на четката. Има офицерски чин. В известен смисъл, въпреки че е ученик на Фердинанд Георг Валдмюлер, се посвещава на немска художествена критика и се отдава на пътешествания, а не на създаването на творби. Страстен ловец. Сюжетните му линии са две – ловни и библейски сцени. Съща така има и женски портрети.
Най-известната му творба е наречена „Кръговото движение на живота“.
Творчеството на Канон често е сравнявано в наподобителен план с това Рубенс и Тициан, със свои характерни особености.